# Elinwar

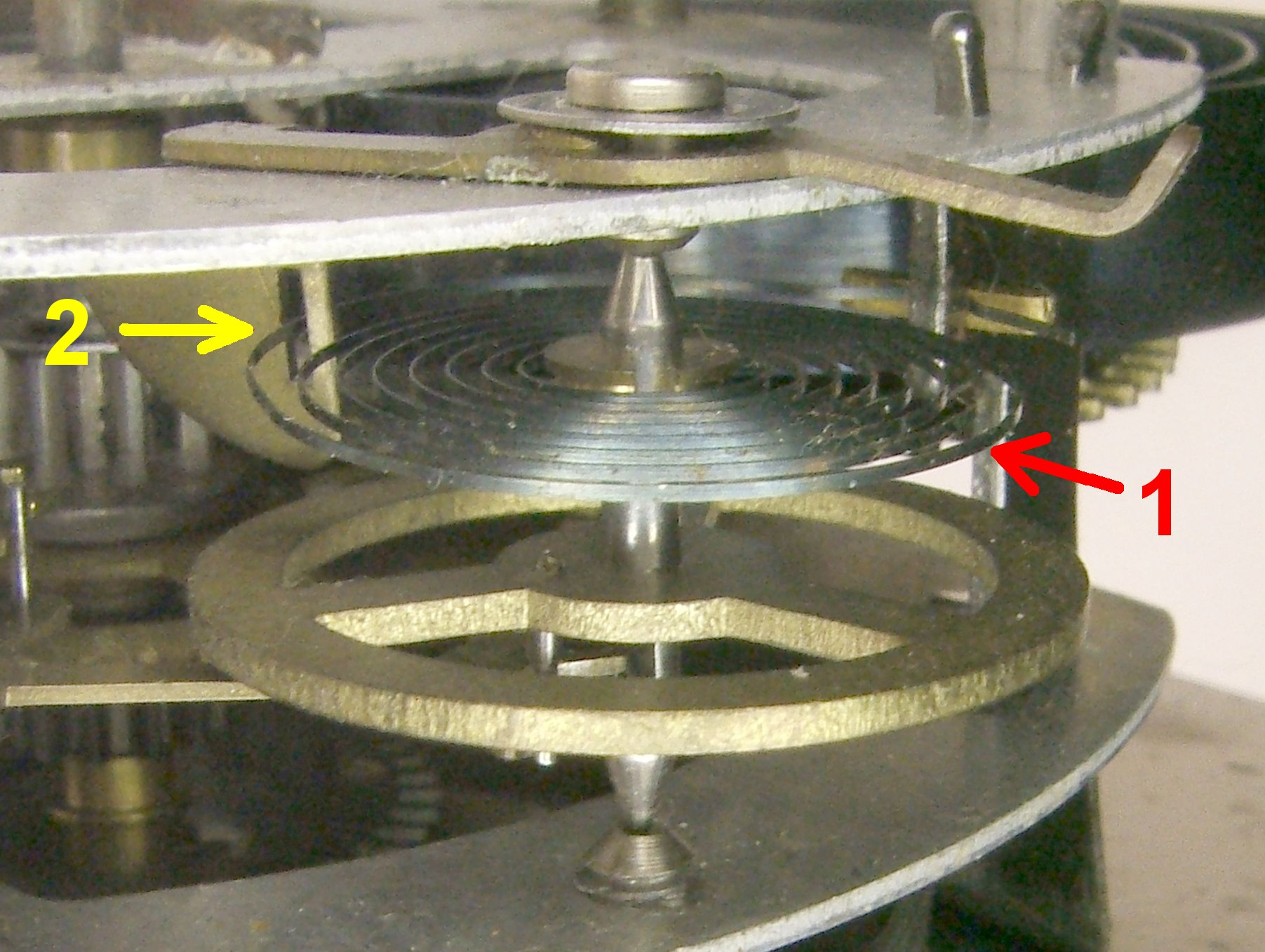
Na zdjęciu sprężyna zrobiona z elinwaru, znajdująca się wewnątrz zegara Apollo

Elinwar – stal stopowa niklowo chromowa o znikomej rozszerzalności cieplnej i dobrych właściwościach sprężystych (stały moduł sprężystości w szerokim zakresie temperatury), stosowany głównie na sprężyny do zegarków, do aparatów pomiarowych itp.
Za odkrycie elinwaru Charles Édouard Guillaume otrzymał w roku 1920 Nagrodę Nobla. 
Skład chemiczny: 
33–35% niklu, 4–5% chromu, 1–3% wolframu, 0,5–2% manganu, 0,5–2% krzemu, 0,5–2% węgla, reszta – żelazo.
Właściwości mechaniczne:
Rm = 75,2 kG/mm²
Re = 45,35 kG/mm²
Stop jest odporny na korozję, praktycznie niemagnetyczny i ma niski współczynnik rozszerzalności cieplnej.